# Adelantamiento del Mes de la Fórmula 1
El Adelantamiento del Mes de la Fórmula 1 (oficialmente Crypto.com Overtake of the Month Award) es un premio otorgado por Crypto.com al mejor adelantamiento del mes en una carrera de Fórmula 1.
El sistema de determinación al mejor adelantamiento es mediante una votación del público de una selección pequeña de adelantamientos realizados ese mismo mes. Al final del año, todos los elegidos como adelantamientos del mes son candidatos a ser el Adelantamiento del Año, votación también realizada por parte del público.

## Ganadores
Adelantamiento del Año
| Año  | Mes               | Piloto           | Constructor         | Gran Premio                        |
| ---- | ----------------- | ---------------- | ------------------- | ---------------------------------- |
| 2023 | Marzo             | Fernando Alonso  | Aston Martin Aramco | Gran Premio de Baréin              |
| 2023 | Abril             | Fernando Alonso  | Aston Martin Aramco | Gran Premio de Azerbaiyán          |
| 2023 | Mayo              | Kevin Magnussen  | Haas                | Gran Premio de Mónaco              |
| 2023 | Junio             | Fernando Alonso  | Aston Martin Aramco | Gran Premio de Canadá              |
| 2023 | Julio             | Sergio Pérez     | Red Bull            | Gran Premio de Hungría             |
| 2023 | Agosto-Septiembre | Charles Leclerc  | Ferrari             | Gran Premio de Japón               |
| 2023 | Octubre           | Lando Norris     | McLaren             | Gran Premio de la Ciudad de México |
| 2023 | Noviembre         | Charles Leclerc  | Ferrari             | Gran Premio de Las Vegas           |
| 2024 | Marzo             | Oliver Bearman   | Ferrari             | Gran Premio de Arabia Saudita      |
| 2024 | Abril             | Yuki Tsunoda     | RB                  | Gran Premio de Japón               |
| 2024 | Mayo              | Charles Leclerc  | Ferrari             | Gran Premio de Miami               |
| 2024 | Junio             | Alexander Albon  | Williams            | Gran Premio de Canadá              |
| 2024 | Julio             | Oscar Piastri    | McLaren             | Gran Premio de Bélgica             |
| 2024 | Agosto-Septiembre | Oscar Piastri    | McLaren             | Gran Premio de Azerbaiyán          |
| 2024 | Octubre           | Franco Colapinto | Williams            | Gran Premio de los Estados Unidos  |
| 2024 | Noviembre         | Charles Leclerc  | Ferrari             | Gran Premio de Las Vegas           |
| 2025 | Marzo             | Oscar Piastri    | McLaren             | Gran Premio de Australia           |
| 2025 | Abril             | Oscar Piastri    | McLaren             | Gran Premio de Arabia Saudita      |
| 2025 | Mayo              | Max Verstappen   | Red Bull            | Gran Premio de Emilia-Romaña       |
| 2025 | Junio             | Lewis Hamilton   | Ferrari             | Gran Premio de Austria             |
| 2025 | Julio             | TBD              | TBD                 | TBD                                |

## Estadísticas

### Por piloto
| Piloto           | Trofeos |
| ---------------- | ------- |
| Charles Leclerc  | 4       |
| Oscar Piastri    | 4       |
| Fernando Alonso  | 3       |
| Kevin Magnussen  | 1       |
| Sergio Pérez     | 1       |
| Lando Norris     | 1       |
| Oliver Bearman   | 1       |
| Yuki Tsunoda     | 1       |
| Alexander Albon  | 1       |
| Franco Colapinto | 1       |
| Max Verstappen   | 1       |
| Lewis Hamilton   | 1       |

### Por constructor
| Constructor         | Trofeos |
| ------------------- | ------- |
| Ferrari             | 6       |
| McLaren             | 5       |
| Aston Martin Aramco | 3       |
| Williams            | 2       |
| Red Bull            | 2       |
| Haas                | 1       |
| RB                  | 1       |